# Слободан Аљанчић
Слободан Аљанчић (12. март 1922 — 19. март 1993) био је српски математичар и академик. Поједини извори га описују као једног од најпознатијих математичара 20. вијека.

## Биографија
Гимназију је завршио у Београду 1940.године и потом уписао Технички факултет, гдје је дипломирао 1947.године. Докторску дисертацију одбранио је у Српској академији наука 10.јануара 1953.
Почео је радити 1948. године као професор-приправник у Грађевинској средње-техничкој школи и хонорарни асистент на Природно-математичком факултету, на коме прелази у звање асистента 1951, бива изабран за доцента 1954, за ванредног професора 1959. и за редовног професор Природно-математичког факултета 1968. године.
Пензионисао се 1985. године.
За вријеме радног вијека објавио је близу шездесет научних радова.
Добитник је више признања, међу којима су: Седмојулска награда (1983), Повеља Математичког факултета (1986), Плакета ПМФ (1988), Орден рада са црвеном заставом (1980).